# Linus Kvist
Pour les articles homonymes, voir Kvist.
Linus Kvist (né le 10 février 1999) est un coureur cycliste suédois, devenu ensuite directeur sportif.

## Biographie
En aout 2021, il s'impose au sprint massif sur la première étape du Baltic Chain Tour. 

## Palmarès et résultats

### Palmarès par année
- 2016
  -  Champion de Suède sur route juniors
  -  Champion de Suède du contre-la-montre juniors
- 2017
  - 2e du championnat de Suède sur route juniors
- 2018
  - Västboloppet
- 2020
  - Kinnekulle Cyclassic
- 2021
  - Ringenloppet
  - 1re étape du Baltic Chain Tour

### Classements mondiaux
| Année                                 | 2018  | 2019 | 2020 | 2021 | 2022  |
| ------------------------------------- | ----- | ---- | ---- | ---- | ----- |
| Classement mondial                    | 2021e | nc   | 675e | 838e | 1970e |
| UCI Europe Tour                       | 1345e | nc   | 546e | 644e | 1262e |
|                                       |       |      |      |      |       |
| Légende : nc = non classéSource : UCI |       |      |      |      |       |